# Protecionismo
O protecionismo é uma política económica levado a cabo por um Estado ou grupo de Estados, que consiste em proteger e favorecer os produtores nacionais contra a concorrência de produtores estrangeiros. É uma forma de regulação do comércio externo de um país. O protecionismo opõe-se ao comércio livre (onde as barreiras governamentais ao comércio e os fluxos de capital financeiro são minimizados) e à teoria da vantagem comparativa.
As medidas protecionistas consistem essencialmente em restringir as importações estrangeiras (barreiras alfandegárias, quotas de importação, regulamentos governamentais, normas técnicas ou sanitárias), incentivar as exportações (vários subsídios, incentivos fiscais, desvalorização cambial), dar preferência às empresas nacionais nas aquisições governamentais, ou impedir os investidores estrangeiros de adquirirem empresas nacionais.
Ao discriminar as importações, as pessoas seriam menos propensas a comprá-las porque se tornam mais caras. O objetivo é que, em vez disso, comprem produtos locais, estimulando assim a economia do seu país. As políticas protecionistas constituiriam assim um incentivo para expandir a produção e substituir as importações por produtos nacionais (industrialização de substituição de importações). É suposto reduzirem a pressão da concorrência estrangeira e reduzirem o défice comercial. Podem também ser utilizados para corrigir preços artificialmente baixos de certos produtos importados, devido a "dumping", subsídios à exportação ou manipulação da moeda.
Os críticos do protecionismo argumentam que a melhoria do nível de vida após a Segunda Guerra Mundial se deveu à eliminação das barreiras e do comércio livre, que o protecionismo beneficia apenas as empresas com conexões políticas, ferindo os consumidores que terão de pagar mais pelos produtos e serviços, além de causar atraso tecnológico e acomodação por parte das empresas nacionais, uma vez que estas medidas tendem a protegê-las. Argumentam também que os défices comerciais não são um problema, uma vez que o comércio é mutuamente benéfico.
Os economistas que apoiam o protecionismo afirmam que ele é utilizado por praticamente todos os países em maior ou menor grau e que está difundido em todo o mundo. Argumentam que os desequilíbrios comerciais são prejudiciais. Por exemplo, John Maynard Keynes, que se afastou do comércio livre no início dos anos 30, observou que os países com défices comerciais enfraquecem as suas economias. E os países com um excedente enriquecem à custa de outros. Keynes acreditava que as importações de países excedentários deveriam ser tributadas para evitar desequilíbrios comerciais.

## Medidas protecionistas
Várias medidas podem ser utilizadas para alcançar objetivos protecionistas:
- Proteção da tecnologia, patentes, conhecimentos técnicos e científicos;[11][12][13]
- Impedir os investidores estrangeiros de assumirem o controlo de empresas nacionais ou de participarem em certas atividades (consideradas estratégicas);[14][15]
- Pauta: Em geral, são aplicados direitos aduaneiros (ou impostos) às mercadorias importadas. As tarifas variam geralmente em função do tipo de mercadorias importadas. Os direitos de importação aumentarão o custo para os importadores e o preço dos bens importados nos mercados locais, reduzindo assim a quantidade de bens importados, em benefício dos produtores locais. Podem igualmente ser impostos direitos aduaneiros sobre as exportações e, numa economia com uma taxa de câmbio flutuante, os direitos de exportação têm efeitos semelhantes aos dos direitos de importação. Contudo, uma vez que os direitos de exportação são frequentemente considerados "prejudiciais" para as indústrias locais, enquanto os direitos de importação são considerados como "ajudando" as indústrias locais, os direitos de exportação raramente são aplicados;
- Contingentes de importação: Os contingentes quantitativos destinam-se a limitar as quantidades de mercadorias que podem ser importadas para um determinado país;
- Barreiras administrativas: os países utilizam regras administrativas diferentes (por exemplo, em matéria de segurança alimentar, normas ambientais, segurança elétrica, etc.);
- Legislação anti dumping: o dumping é a prática das empresas que vendem para exportação a preços inferiores aos praticados no mercado interno. Os defensores da legislação anti dumping alegam que impedem a importação de produtos estrangeiros mais baratos, o que levaria ao encerramento de empresas locais. As leis anti dumping são geralmente utilizadas para impor direitos aduaneiros aos exportadores estrangeiros;
- Subvenções diretas: As subvenções governamentais (sob a forma de pagamentos de montantes fixos ou empréstimos baratos) são por vezes concedidas a empresas locais que não podem competir bem com as importações. Estes subsídios destinam-se a "proteger" os empregos locais e a ajudar as empresas locais a adaptarem-se aos mercados globais;
- Subvenções à exportação: Os governos utilizam frequentemente as subvenções à exportação para aumentar as exportações;
- Controlos cambiais: um governo pode intervir no mercado cambial para reduzir o valor da sua moeda através da venda da sua moeda no mercado cambial. Se o fizer, aumentará o custo das importações e diminuirá o custo das exportações, o que conduzirá a uma melhoria da sua balança comercial;
- Campanhas políticas em defesa do consumo interno (por exemplo, a campanha "Buy American" nos Estados Unidos, que poderia ser vista como uma promoção extralegal do protecionismo);
- Despesas preferenciais do governo, como o Buy American Act, legislação federal que incentiva o governo dos EUA a preferir produtos fabricados nos EUA nas suas compras.

## História das nações

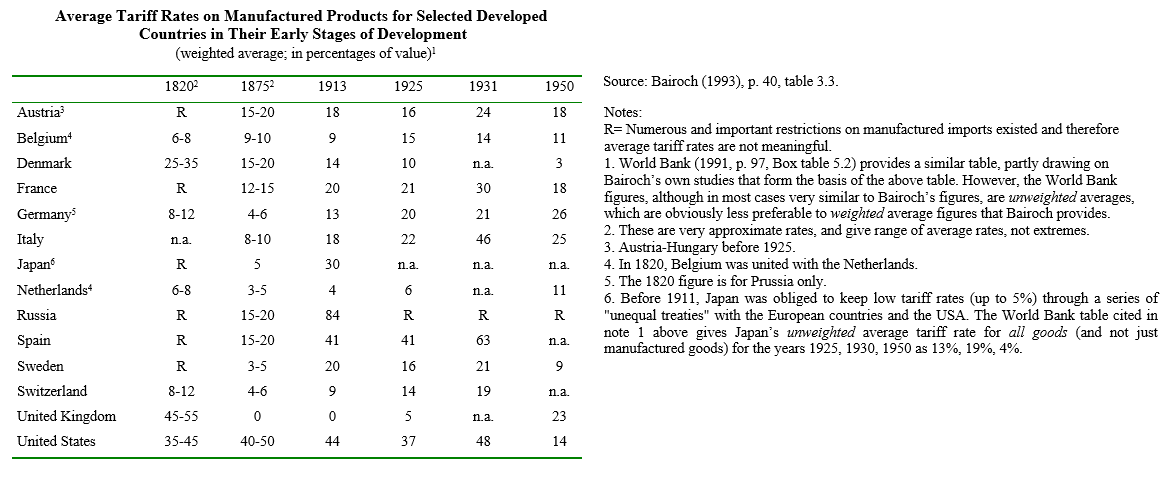
Tarifas médias dos produtos manufaturados

### Grã-Bretanha
No século XIV, Eduardo III (1312-1377) tomou medidas intervencionistas, como a proibição da importação de tecidos de lã, numa tentativa de desenvolver o fabrico local de tecidos de lã. A partir de 1489, Henrique VII implementou planos como o aumento dos direitos de exportação sobre a lã em bruto. Os monarcas da Casa de Tudor, especialmente Henrique VIII e Isabel I, usaram o protecionismo, subsídios, distribuição de direitos de monopólio, espionagem industrial patrocinada pelo governo e outros meios de intervenção governamental para desenvolver a indústria da lã em Inglaterra. Mais tarde, a Inglaterra tornou-se a maior nação produtora de lã do mundo.
Mas o verdadeiro ponto de viragem proteccionista na política económica do Reino Unido ocorreu em 1721. As políticas de promoção da indústria de transformação foram introduzidas a partir dessa data por Robert Walpole. Estes incluem, por exemplo, o aumento dos direitos aduaneiros sobre produtos manufacturados estrangeiros importados, subsídios à exportação, redução dos direitos aduaneiros sobre matérias-primas importadas utilizadas para produtos manufacturados e eliminação dos direitos de exportação sobre a maioria dos produtos manufacturados. Estas políticas eram semelhantes às utilizadas por países como o Japão, a Coreia e Taiwan após a Segunda Guerra Mundial. Assim, a Grã-Bretanha foi o primeiro país a implementar uma estratégia de desenvolvimento de uma indústria infantil em grande escala. Ao apresentar a sua política, Walpole disse:
É evidente que nada contribui mais para a promoção do bem-estar público do que a exportação de produtos manufacturados e a importação de matérias-primas estrangeiras.

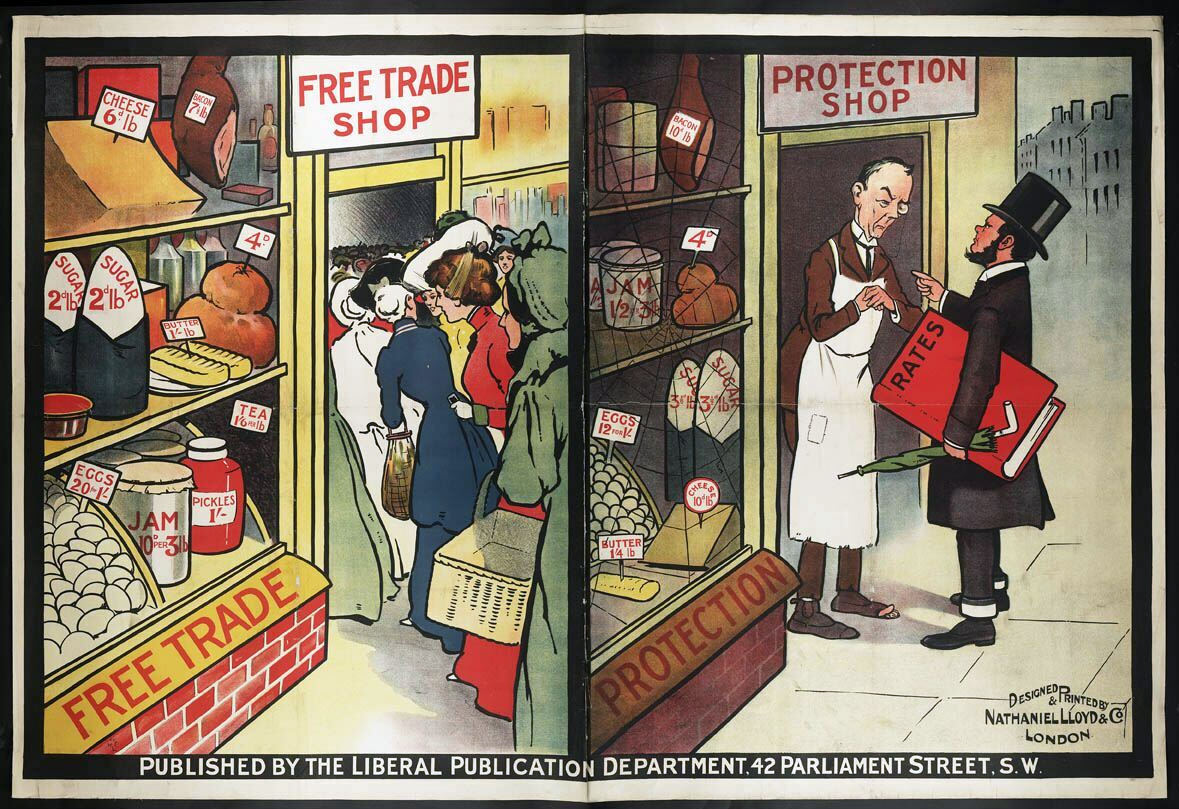
Cartaz político onde o Partido Liberal do Reino Unido contra proteccionismo ; a loja de comércio livre está cheia até ao limite com os clientes devido aos preços baixos, enquanto que a loja baseada no proteccionismo sofreu com os preços altos e a falta de clientes.

As políticas protecionistas do Walpole continuaram no século seguinte, ajudando as indústrias transformadoras britânicas a recuperar o atraso e a manter-se à frente das suas congéneres do continente. A Grã-Bretanha continuou a ser um país altamente protecionista até meados do século XIX. Em 1820, a taxa pautal média da Grã-Bretanha sobre as importações de produtos manufaturados era de 45-55%. Além disso, nas suas colónias, a Grã-Bretanha impôs uma proibição total das atividades de fabrico avançadas que não queria ver desenvolvidas. O Walpole forçou os americanos a especializarem-se em produtos de baixo valor acrescentado em vez de produtos de alto valor acrescentado. A Grã-Bretanha também proibiu as exportações das suas colónias que competiam com os seus próprios produtos no país e no estrangeiro. Proibiu as importações de têxteis de algodão da Índia, que na altura eram superiores aos produtos britânicos. Proibiu a exportação de tecidos de lã das suas colónias para outros países (Wool Act). Por último, a Grã-Bretanha queria garantir que os colonos se mantivessem fiéis à produção de matérias-primas e nunca se tornassem concorrentes dos fabricantes britânicos. Foram estabelecidas políticas para incentivar a produção de matérias-primas nas colónias. A Walpole concedeu subsídios à exportação (do lado americano) e aboliu os impostos de importação (do lado britânico) sobre as matérias-primas produzidas nas colónias americanas. As colónias foram assim forçadas a deixar as indústrias mais rentáveis nas mãos da Grã-Bretanha.
No início do século XIX, a tarifa média sobre os produtos manufaturados britânicos era de cerca de 50%, a mais elevada de todos os grandes países europeus. Apesar da sua crescente liderança tecnológica sobre outras nações, a Grã-Bretanha continuou a sua política de promoção industrial até meados do século XIX, e manteve tarifas muito elevadas sobre os produtos manufaturados até 1820, duas gerações após o início da Revolução Industrial. Assim, segundo o historiador económico Paul Bairoch, o avanço tecnológico britânico foi alcançado "atrás de barreiras pautais elevadas e duradouras". Em 1846, a taxa de industrialização per capita era mais do dobro da dos seus concorrentes mais próximos.
O comércio livre na Grã-Bretanha começou seriamente com a revogação das Corn Laws em 1846, o que equivalia ao comércio livre de cereais. Foram igualmente abolidos os direitos aduaneiros sobre muitos produtos manufaturados. Mas enquanto o liberalismo progredia na Grã-Bretanha, o protecionismo continuava no continente. A Grã-Bretanha praticou unilateralmente o comércio livre na vã esperança de que outros países seguissem o exemplo, mas os Estados Unidos saíram da Guerra Civil ainda mais explicitamente protecionistas do que antes, a Alemanha sob Otto von Bismarck rejeitou o comércio livre, e o resto da Europa seguiu o exemplo.
Desde a década de 1870, a economia britânica continuou a crescer, mas ficou inexoravelmente atrás dos Estados Unidos e da Alemanha, que se mantiveram protecionistas: de 1870 a 1913, a produção industrial cresceu em média 4,7% por ano nos Estados Unidos, 4,1% na Alemanha e apenas 2,1% na Grã-Bretanha. Assim, a Grã-Bretanha foi finalmente ultrapassada economicamente pelos Estados Unidos por volta de 1880. A liderança britânica em vários campos como o aço e os têxteis sofreu uma erosão, e depois o país ficou para trás como novas indústrias, utilizando tecnologias mais avançadas, surgiram depois de 1870 noutros países que ainda praticavam o protecionismo.
Devido à Grande Depressão, a Grã-Bretanha abandonou finalmente o comércio livre em 1932, reconhecendo que tinha perdido a sua capacidade de produção para os Estados Unidos e a Alemanha, que continuavam a ser protecionistas. Reintroduziu as tarifas em grande escala, mas era demasiado tarde para restaurar a posição da nação como potência económica dominante. Em 1932, o nível de industrialização nos Estados Unidos era 50% maior do que no Reino Unido.

### Estados Unidos

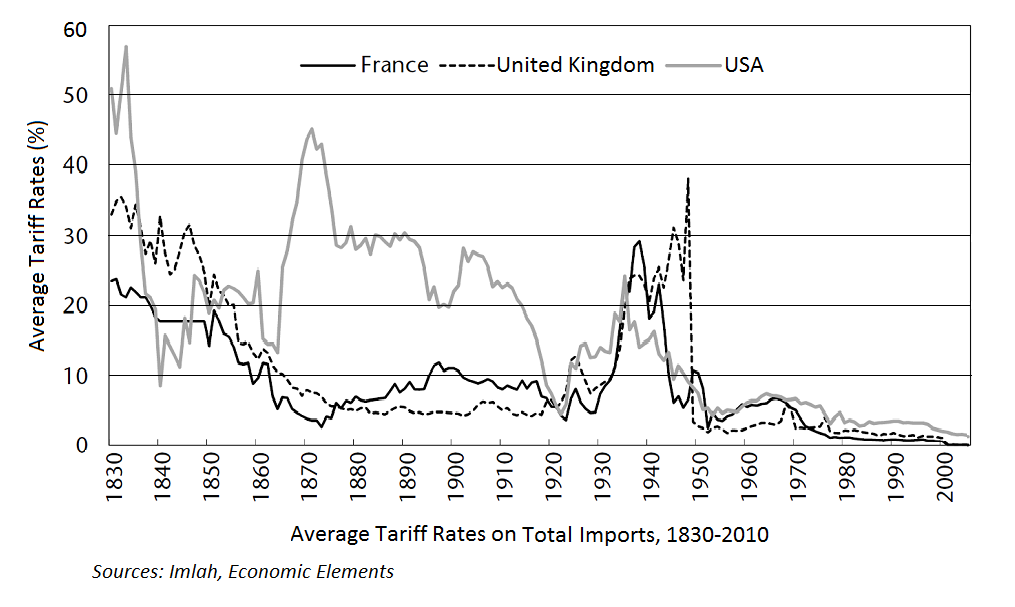
Tarifas (França, Reino Unido, EUA)

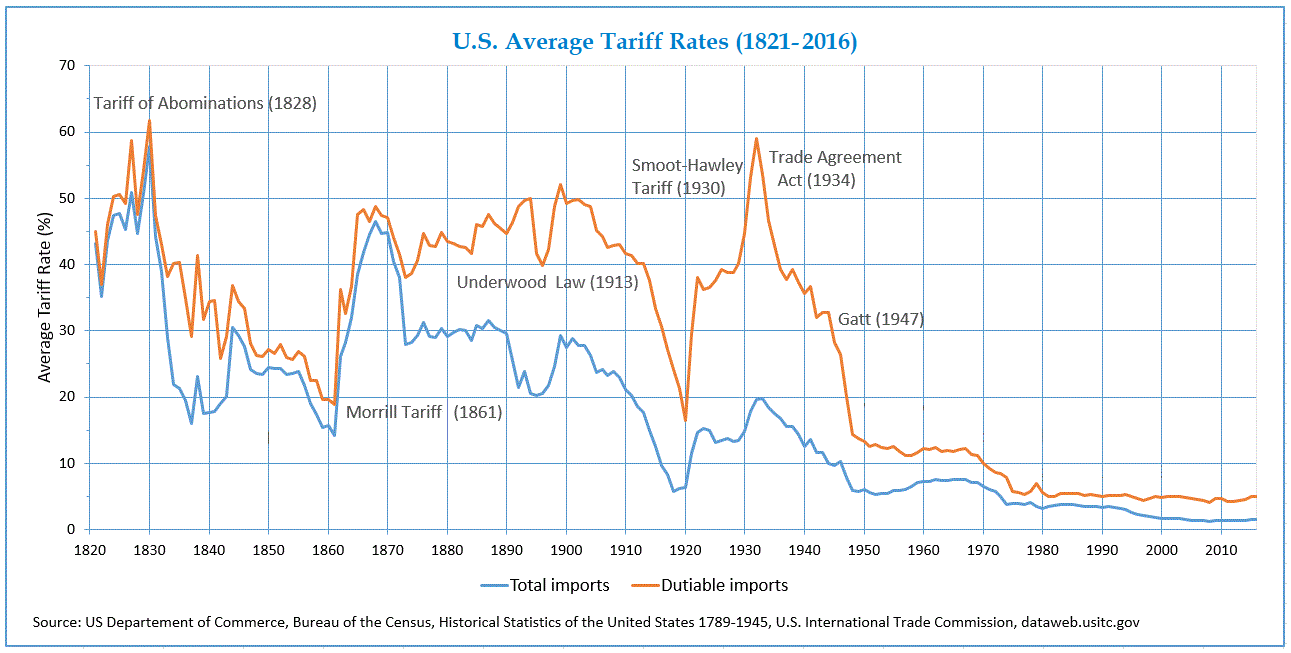
Tarifas médias nos Estados Unidos (1821-2016)

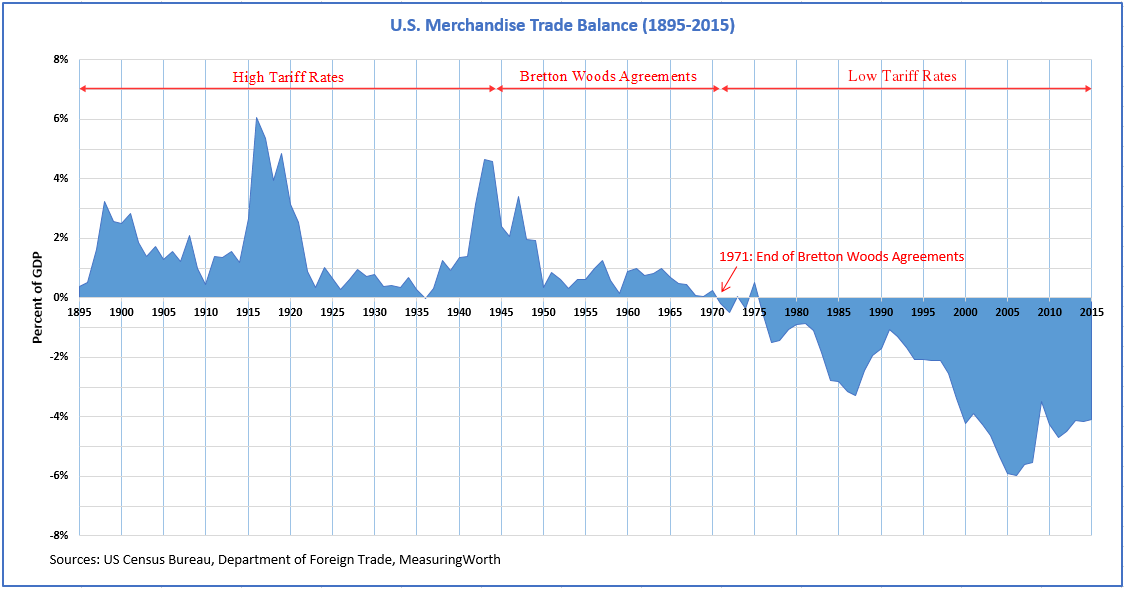
Balança comercial dos EUA (1895-2015)

A Grã-Bretanha foi o primeiro país a utilizar uma estratégia de promoção da indústria infantil em larga escala. No entanto, o seu utilizador mais ardente foi os Estados Unidos; Paul Bairoch chamou-lhe "a pátria e bastião do protecionismo moderno".
Muitos intelectuais e políticos americanos consideraram que a teoria do comércio livre defendida pelos economistas britânicos clássicos não era apropriada para o seu país. Argumentaram que o país deveria desenvolver indústrias transformadoras e utilizar a proteção governamental e os subsídios para o fazer, tal como a Grã-Bretanha tinha feito antes deles. Muitos dos grandes economistas americanos da época, até ao último quarto do século XIX, eram fortes defensores da proteção industrial: Daniel Raymond que influenciaram Friedrich List, Mathew Carey e o seu filho Henry, que era um dos consultores económicos de Abraham Lincoln. O principal economista dos Estados Unidos nesta época, Henry Charles Carey, tornou-se o mais importante proponente do "Sistema Americano" de política econômica, tal como desenvolvido em oposição ao sistema de 'livre comércio', que ele chamava de "sistema britânico", proposto por Adam Smith e defendido pelo Império Britânico. Seu livro "Harmonia de Interesses", juntamente com a obra erudita do economista germano-americano Friedrich List, tornou-se amplamente lido e disseminado nos Estados Unidos e na Alemanha, levando os economistas da Escola historicista alemã de economia a abraçar semelhantes medidas contra o livre comércio, que foram adotadas pelo chanceler Bismarck. O líder intelectual deste movimento foi Alexander Hamilton, primeiro secretário do Tesouro dos Estados Unidos (1789-1795). Assim, foi contra a teoria da vantagem comparativa de David Ricardo que os Estados Unidos protegeram a sua indústria. Seguiram uma política protecionista desde o início do século XIX até meados do século XX, após a Segunda Guerra Mundial.
Em Relatório sobre Manufaturas, considerado o primeiro texto a expressar a moderna teoria protecionista, Alexander Hamilton argumentou que se um país desejava desenvolver uma nova atividade no seu solo, devia protegê-lo temporariamente. Na sua opinião, esta proteção contra os produtores estrangeiros poderia assumir a forma de direitos de importação ou, em casos excecionais, de uma proibição das importações. Apelou ao estabelecimento de barreiras pautais para permitir o desenvolvimento industrial dos EUA e para ajudar a proteger indústrias nascentes, incluindo prémios (subsídios) derivados em parte de tais tarifas. Considerava também que os direitos aduaneiros sobre as matérias-primas deveriam ser geralmente baixos. Hamilton argumentou que, apesar de um "aumento de preços" inicial causado pela regulamentação que controla a concorrência estrangeira, uma vez atingida a "perfeição da produção interna". …torna-se invariavelmente mais barato". Ele também acreditava que os impostos sobre as matérias-primas deveriam ser geralmente baixos. Nesse relatório, Hamilton propôs uma série de medidas para assegurar o desenvolvimento industrial do seu país, incluindo direitos aduaneiros de proteção e proibições de importação, subsídios, proibições de exportação de matérias-primas essenciais, liberalização das importações e reduções pautais sobre fatores de produção industriais, fixação de preços e patentes de invenções, regulamentação das normas de produtos e desenvolvimento de infraestruturas financeiras e de transportes. Hamilton forneceu o projeto de política económica dos EUA até ao final da Segunda Guerra Mundial e o seu programa industrial infantil criou as condições para um rápido desenvolvimento industrial.
Alexander Hamilton e Daniel Raymond estiveram entre os primeiros teóricos a apresentar o indústrias nascentes. Hamilton foi o primeiro a utilizar o termo "indústrias nascentes" e a trazê-lo para a vanguarda do pensamento económico. Ele acreditava que a independência política se baseava na independência económica. O aumento da oferta interna de bens manufaturados, em especial de materiais de guerra, foi visto como uma questão de segurança nacional. E receava que a política britânica relativamente às colónias condenasse os Estados Unidos a ser um mero produtor de produtos agrícolas e de matérias-primas.
Inicialmente, o Reino Unido não quis industrializar as colónias americanas e implementou políticas para esse efeito (por exemplo, proibindo as atividades de fabrico de elevado valor acrescentado). Sob o domínio britânico, foi naturalmente negada aos Estados Unidos a utilização de tarifas para proteger as suas novas indústrias. Era proibido exportar produtos que competissem com os britânicos. Recebeu subsídios para a produção de matérias-primas. Além disso, foram impostas restrições absolutas ao que os americanos podiam produzir. O fabrico de produtos de alta tecnologia foi proibido. Assim, a Revolução Americana foi, em certa medida, uma guerra contra esta política, em que a elite empresarial colonial se rebelou contra o facto de ser obrigada a desempenhar um papel menor na economia atlântica emergente. Isto explica por que razão, após a independência, a Lei Tarifária de 1789 foi o segundo projeto de lei na República assinado pelo Presidente George Washington para permitir ao Congresso impor uma tarifa única de 5% sobre todas as importações, com algumas exceções.
Entre 1792 e a guerra com a Grã-Bretanha em 1812, o nível médio das tarifas permaneceu em cerca de 12,5%, o que era demasiado baixo para constituir um incentivo aos compradores de produtos manufaturados para apoiar as indústrias nascentes americanas. Quando a Guerra Anglo-Americana de 1812 eclodiu, todas as tarifas foram duplicadas para uma média de 25% para fazer face ao aumento das despesas governamentais devido à guerra. A guerra abriu caminho a novas indústrias, perturbando as importações de produtos manufaturados da Grã-Bretanha e do resto da Europa. Em 1816, ocorreu uma mudança significativa de política, quando os industriais americanos, que tinham prosperado com as tarifas, se esforçaram por mantê-las em vigor. Foi introduzida uma nova lei para manter o nível das tarifas próximo dos níveis do tempo de guerra - os produtos especialmente protegidos eram o algodão, a lã e o ferro. Os interesses industriais americanos que tinham florescido sob a pressão tarifária para o manterem e aumentaram-no para 35 por cento em 1816. O público aprovou, e em 1820, a tarifa média americana tinha subido para 40%. Entre 1816 e o final da Segunda Guerra Mundial, os Estados Unidos tinham uma das taxas pautais médias mais elevadas do mundo sobre as importações de produtos manufaturados.
Houve um breve período de 1846 a 1861, durante o qual as tarifas americanas foram reduzidas, coincidindo com o zénite do liberalismo clássico na Europa. Mas a isto seguiu-se uma série de recessões e o pânico de 1857, que acabou por levar à exigência de tarifas mais elevadas que o Presidente James Buchanan assinou em 1861 (Morrill Tariff). Mas mesmo durante períodos de declínio das tarifas médias, as tarifas americanas permaneceram entre as mais altas do mundo.
Depois de os Estados Unidos terem ultrapassado as indústrias europeias na década de 1890, o argumento a favor da McKinley Tariff já não era para proteger "indústrias nascentes", mas para manter o nível dos salários dos trabalhadores, melhorar a proteção do sector agrícola e o princípio da reciprocidade.
No século XIX, estadistas como o Senador Henry Clay abordaram os temas de Hamilton no Whig Party sob o nome de "American System" que consistia na protecção das indústrias e no desenvolvimento de infra-estruturas em oposição explícita ao "sistema britânico" de comércio livre. A Guerra Civil americana (1861-1865) foi parcialmente contestada no que respeita à questão das tarifas. Os interesses agrários do Sul opunham-se a qualquer protecção, enquanto os interesses da indústria transformadora do Norte pretendiam mantê-la. O muito jovem Partido Republicano (Estados Unidos), liderado por Lincoln, que se intitulava "Henry Clay tariff Whig", opôs-se veementemente ao comércio livre. No início da sua carreira política, Lincoln foi membro do Partido Whig proteccionista e apoiante de Henry Clay. Em 1847, declarou: "Dêem-nos uma tarifa de protecção e teremos a maior nação do mundo". Uma tarifa de 44% durante a Guerra Civil, em parte para pagar os subsídios aos caminhos-de-ferro e ao esforço de guerra e para proteger as indústrias favorecidas. As tarifas permaneceram a este nível mesmo depois da guerra, pelo que a vitória do Norte na Guerra Civil garantiu que os Estados Unidos continuassem a ser um dos maiores praticantes da protecção pautal para a indústria.
Em 1896, o Governo Republicano comprometeu-se a "renovar e enfatizar a nossa lealdade à política de protecção enquanto baluarte da independência industrial americana e alicerce do desenvolvimento e da prosperidade". Esta verdadeira política americana tributa os produtos estrangeiros e incentiva a indústria nacional. Coloca o fardo dos rendimentos sobre os produtos estrangeiros; assegura o mercado americano para o produtor americano. Mantém o padrão salarial americano para o trabalhador americano".
Em 1913, na sequência da vitória eleitoral dos Democratas em 1912, a tarifa média sobre os produtos manufacturados foi significativamente reduzida de 44% para 25%. No entanto, a Primeira Guerra Mundial tornou este projecto de lei ineficaz, tendo sido introduzida nova legislação pautal "de emergência" em 1922, após os republicanos terem voltado ao poder em 1921.
Alfred Eckes Jr. notas
de 1871 a 1913, el arancel promedio de EE.UU. sobre las importaciones imponibles nunca cayó por debajo del 38% [y] el producto nacional bruto (PNB) creció 4,3% por año, el doble que bajo el libre comercio en Gran Bretaña y mucho más que el promedio americano en el siglo XX".
Segundo o economista Ha-Joon Chang, o período protecionista correspondeu assim à idade de ouro da indústria americana, quando o desempenho económico dos Estados Unidos ultrapassou o do resto do mundo. Adotaram uma política intervencionista e protecionista para promover e proteger as suas indústrias através de tarifas. Só depois da Segunda Guerra Mundial é que os Estados Unidos liberalizaram o seu comércio externo.

### Rússia
A Rússia adotou mais medidas comerciais protecionistas em 2013 do que qualquer outro país, o que a torna líder mundial em matéria de protecionismo. Por si só, introduziu 20% das medidas protecionistas a nível mundial e um terço das medidas nos países do G20. As políticas protecionistas da Rússia incluem medidas pautais, restrições às importações, medidas sanitárias e subsídios diretos às empresas locais. Por exemplo, o Estado apoiou vários sectores económicos como a agricultura, o espaço, o automóvel, a eletrónica, os produtos químicos e a energia.
Nos últimos anos, a política de substituição de importações através de direitos aduaneiros, ou seja, a substituição de produtos importados por produtos nacionais, tem sido considerada um êxito, uma vez que permitiu à Rússia aumentar a produção interna e poupar vários milhares de milhões de dólares. A Rússia tem conseguido reduzir as importações e lançar uma produção interna emergente e cada vez mais eficiente em quase todos os sectores industriais. Os resultados mais significativos foram obtidos na agricultura e na indústria alimentar, nas indústrias automóvel, química, farmacêutica, aeronáutica e marinha.
A partir de 2014, têm sido aplicados direitos aduaneiros aos produtos importados no sector alimentar. A Rússia reduziu as suas importações de produtos alimentares, enquanto a produção interna aumentou consideravelmente. O custo das importações de alimentos aumentou de 60 mil milhões de dólares em 2014 para 20 mil milhões de dólares em 2017 e o país goza de uma produção recorde de cereais. A Rússia reforçou a sua posição no mercado alimentar mundial e tornou-se autossuficiente em termos alimentares. Nos sectores das pescas e das frutas e produtos hortícolas, a produção interna aumentou significativamente, as importações diminuíram e a balança comercial (a diferença entre as exportações e as importações) melhorou. No segundo trimestre de 2017, espera-se que as exportações agrícolas excedam as importações, tornando a Rússia um exportador líquido pela primeira vez.

### Índia
A partir de 2017, no âmbito da promoção do seu programa "Make in India" para estimular e proteger a indústria transformadora nacional e combater os défices da balança de transações correntes, a Índia introduziu tarifas sobre vários produtos eletrónicos e "itens não essenciais". Trata-se de artigos importados de países como a China e a Coreia do Sul. Por exemplo, o programa nacional de energia solar da Índia favorece os produtores domésticos ao exigir o uso de células solares de fabrico indiano.

### Brasil
O protecionismo é um dos pilares da escola desenvolvimentista muito influente no Brasil desde a Era Vargas, na Ditadura militar no Brasil e no Governo Dilma Rousseff. Os principais autores que a defendem são Luiz Carlos Bresser-Pereira, Delfim Netto, Celso Furtado, Maria da Conceição Tavares, Luiz Gonzaga Belluzzo e Guido Mantega. Foram exemplos de medidas protecionista ao longo da história brasileira, a Lei da Informática, a campanha O petróleo é nosso, o Inovar Auto e a política das “campeões nacionais” do BNDES. O protecionismo é responsabilizado por alguns autores pela duas maiores recessões econômicas brasileiras, a do governo de João Figueiredo e do Governo Dilma Rousseff.
Em 2018, o Brasil foi considerado o 153º entre 180 países com menos liberdade econômica. Outro estudo de 2018 apontou o Brasil como o segundo país mais fechado do mundo para o comércio internacional. Graças a esses números, o Brasil responde por apenas 1,2% das transações comerciais mundiais. Segundo análise do Banco Mundial de 2018, o protecionismo é responsável por 6 milhões de pobres no Brasil.

## Protecionismo e a Grande Depressão
Os anos de 1920 a 1929 são geralmente descritos, incorretamente, como anos em que o protecionismo ganhou terreno na Europa. De facto, de um ponto de vista geral, segundo Paul Bairoch, o período pré-crise na Europa pode ser considerado como tendo sido precedido pela liberalização do comércio. A média ponderada das tarifas sobre os produtos manufaturados manteve-se quase igual à dos anos anteriores à Primeira Guerra Mundial: 24,6% em 1913, em comparação com 24,9% em 1927. Além disso, em 1928 e 1929, as tarifas foram reduzidas em quase todos os países desenvolvidos. Além disso, a Lei Tarifária Smoot-Hawley foi assinada pela Hoover em 17 de Junho de 1930, enquanto o colapso de Wall Street (a "Quinta-Feira Negra") ocorreu no Outono de 1929.
Paul Krugman escreve que o protecionismo não conduz a recessões. Segundo ele, a diminuição das importações (que pode ser obtida através da introdução de direitos aduaneiros) tem um efeito expansivo, ou seja, favorável ao crescimento. Assim, numa guerra comercial, uma vez que as exportações e as importações diminuirão igualmente, para todos, o efeito negativo de uma diminuição das exportações será compensado pelo efeito expansionista de uma diminuição das importações. Por conseguinte, uma guerra comercial não provoca uma recessão. Além disso, salienta que a tarifa Smoot-Hawley não provocou a Grande Depressão. O declínio do comércio entre 1929 e 1933 "foi quase inteiramente uma consequência da Depressão e não uma causa". As barreiras comerciais foram uma resposta à Depressão, em parte como consequência da deflação".
Jacques Sapir explica que a crise tem outras causas para além do protecionismo. Ele observa que "a produção interna nos principais países industrializados está a diminuir [...] mais rapidamente do que o comércio internacional está a contrair-se". Se este declínio (no comércio internacional) tivesse sido a causa da depressão que os países conheceram, teríamos visto o oposto". "Finalmente, a cronologia dos acontecimentos não corresponde à tese dos operadores livres. A maior parte da contração do comércio ocorreu entre Janeiro de 1930 e Julho de 1932, ou seja, antes da introdução de medidas protecionistas, mesmo autossuficientes, em alguns países, com exceção das aplicadas nos Estados Unidos no Verão de 1930, mas com efeitos muito limitados. O Comissário salientou que "a contração do crédito é uma das principais causas da contração do comércio". "Na verdade, é a liquidez internacional que está a causar a contração do comércio. Esta liquidez entrou em colapso em 1930 (-35,7%) e em 1931 (-26,7%). Um estudo do National Bureau of Economic Research salienta a influência predominante da instabilidade monetária (que levou à crise de liquidez internacional e o súbito aumento dos custos de transporte no declínio do comércio durante a década de 1930.
Milton Friedman também acreditava que a tarifa Smoot-Hawley de 1930 não causava a Grande Depressão. Douglas A. Irwin escreve: "a maioria dos economistas, tanto liberais como conservadores, duvidam que o Smoot-Hawley tenha muito a ver com a queda subsequente".
William J. Bernstein escreveu: "Entre 1929 e 1932, o PIB real caiu 17 por cento a nível mundial, e 26 por cento nos Estados Unidos, mas a maioria dos historiadores económicos acredita agora que apenas uma ínfima parte dessa enorme perda do PIB mundial e do PIB dos Estados Unidos pode ser atribuída às guerras tarifárias. ... Na altura da aprovação da Smoot-Hawley, o volume do comércio representava apenas cerca de 9% da produção económica mundial. Se todo o comércio internacional tivesse sido eliminado e não tivesse sido encontrada qualquer utilização interna para mercadorias anteriormente exportadas, o PIB mundial teria diminuído no mesmo montante: 9%. Entre 1930 e 1933, o volume do comércio mundial foi reduzido em um terço a metade. Dependendo da forma como se mede a queda, esta equivale a 3 a 5% do PIB mundial e estas perdas foram parcialmente compensadas por bens internos mais caros. Por conseguinte, os danos causados não poderiam ter excedido 1 ou 2% do PIB mundial, nem sequer perto da queda de 17% verificada durante a Grande Depressão . A conclusão inevitável: "Ao contrário da perceção do público, Smoot-Hawley não causou, ou mesmo aprofundou significativamente, a Grande Depressão" (A Splendid Exchange: How trade shaped the world)".
Peter Temin, explica que uma tarifa é uma política expansionista, como uma desvalorização, porque desvia a procura dos produtores estrangeiros para os nacionais. O Comissário salienta que as exportações representaram 7% do PNB em 1929, diminuíram 1,5% do PNB em 1929 nos dois anos seguintes e que a queda foi compensada pelo aumento da procura interna devido aos direitos aduaneiros. Conclui que, contrariamente ao argumento popular, o efeito contracionista da tarifa era reduzido (Temin, P. 1989. Lições da Grande Depressão", MIT Press, Cambridge, Mass).
Ian Fletcher afirmou que a tarifa aplicada apenas a um terço do comércio dos EUA: cerca de 1,3% do PIB. A tarifa média dos EUA sobre os bens em questão passou de 40,1% em 1929 para 59,1 em 1932 (+19%). No entanto, foi sistematicamente superior a 38% todos os anos entre 1865 e 1913 (de 38% para 52%). Além disso, também aumentou fortemente em 1861 (de 18,61% para 36,2%; +17,6%), entre 1863 e 1866 (de 32,62% para 48,33%; +15,7%), entre 1920 e 1922 (de 16,4% para 38,1%; +21,7%), sem produzir depressões globais.

## Protecionismo de List à Chang
Já em 1841 o economista alemão Friedrich List criticava os argumentos liberais de Adam Smith, que eram baseados no já avançado estado capitalista da Inglaterra. Entre suas principais crítica estava a "proposição do livre-comércio internacional". Uma vez que as nações se encontram simultaneamente em diferentes estágios de desenvolvimento econômico, a competição entre elas se torna desigual. Como exemplo, o autor cita a Inglaterra, extremamente desenvolvida e com um rico parque industrial, ao passo que a Alemanha, ainda em desenvolvimento e não industrializada. Em sua obra, "Sistema Nacional de Economia Política", List diz o seguinte "Para permitir à liberdade de comércio operar naturalmente, as nações menos adiantadas devem primeiro, por medidas artificiais, ser levadas ao estado de cultura ao qual foi levada artificialmente a nação inglesa. Caso contrário, nas atuais condições do mundo, o resultado da liberdade geral de comércio não seria um república universal (harmonia universal), mas, pelo contrário, uma sujeição total das nações menos adiantadas à supremacia da potência industrial, comercial e naval atualmente dominante." Ou seja, para a equiparação e igualdade das nações com a nação mais desenvolvida, é necessário que haja o Sistema Protecionista, de modo a proteger a indústria nascente dos países em desenvolvimento e incentivar o seu crescimento. Além disso, para List, o Sistema Protecionista e a consequente igualdade das nações, é a melhor maneira para ocorrer a paz final entre as nações e também a liberdade de comércio.
No final do séc. XIX e XX surge o capitalismo monopolista e financeiro, no qual corre o surgimento dos monopólios industriais e bancários, o maior poder e influência dos bancos, novas funções atribuídas ao Estado e o fim da livre-concorrência. Rudolf Hilferding e Vladimir Lênin, autores marxistas que vão estudar o capital financeiro e o imperialismo, são os principais teóricos sobre o Protecionismo do séc. XX. Basicamente, com o desenvolvimento do monopolismo e a socialização da produção, onde uma empresa abrange variados ramos, se torna imprescindível a busca por novos territórios, tanto para matérias-primas quando para mercados. Lembrando que a expansão é inerente ao capitalismo. Para Hilferding, e seu antecessor, o economista inglês John Hobson, o Protecionismo é essencial para a expansão da acumulação capitalista nacional sobre o mercado mundial, ou seja, a expansão do raio de seu território econômico. Portanto, o Estado, agora interligado aos grandes Bancos e consequentemente, às grandes indústrias, tem a responsabilidade de proteger essas indústrias mais poderosas e importantes. Diferentemente do que se apresentava em List, agora o protecionismo serve para proteger a parte já altamente desenvolvida da indústria, aumentando assim sua capacidade de exportar, competir no mercado internacional, manter privilégios e aumentar a concentração. Agora, o Protecionismo serve para buscar maiores lucros e para fortalecer os monopólios. Para Hilferding, isso teria como efeito tanto a diminuição da quantidade de produtos feitos pelos monopólios dentro do seu país de origem, nacional, quanto a diminuição de venda de produtos de monopólios estrangeiros dentro da nação. Ou seja, diminui o lucro da exportação de mercadorias para regiões protegidas, lucrando com a exportação de capitais para produzir mercadorias diretamente nessas regiões, favorecendo a cartelização/monopolismo com os "lucros extras" (diferença entre os preços que podem ser cobrados por cartéis em condições protecionistas e os preços que podem ser cobrados por cartéis em geral) do protecionismo. Daí surge a exportação de capitais, de extrema importância para ambos Hilferding e Lênin. Para Hilferding "o protecionismo supõe no respetivo país um lucro extra e torna-se razão para levar para lá, ao invés da mercadoria, a produção de mercadorias." Ou ainda "o protecionismo de meio de defesa contra o açambarcamento do mercado nacional por parte das indústrias estrangeiras, converteu-se em meio para ocupar os mercados estrangeiros através da indústria nacional; de arma defensiva do fraco, tornou-se arma de ataque do forte". Lênin se fundamenta em Hilferding para desenvolver sua teoria do imperialismo. Vale notar, que dentro dessa teoria surge a "Teoria da Dependência da Periferia, que se daria devido ao protecionismo dos países exportadores de capitais. Para Lênin, essa exportação de capitais ocasiona na partilha do mundo e sua reparti-lha por capitais em disputa, de modo que as exportações se valorizem, gerando maior subordinação política e econômica dos países "periféricos" (que vão ter sua indústria desenvolvida com capitais estrangeiros exportados) aos grupos de capitais, que por sua vez vão se internacionalizar cada vez mais, trazendo altos lucros à sua pátria e ficando em melhores condições. As economias das regiões que recebem capitais terão um desenvolvimento desigual do capitalismo, o que vai gerar uma dependência econômica a países independentes politicamente. Para Ha-Joon Chang, economista sul-coreano, o protecionismo foi fator fundamental para o enriquecimento dos países que hoje em dia praticam o livre comércio e que tentam impedir que outros países menos desenvolvidos façam o mesmo. Seguindo os escritos de List, Chang argumenta que "Do mesmo jeito que mandamos nossas crianças para a escola ao invés do trabalho quando são pequenas, e as protegemos elas crescerem, os Governos de economias emergentes têm que proteger suas indústrias até que elas cresçam e possam competir com as indústrias de países ricos". Baseado em sua terra natal, que depois da crise asiática em 1997, adotou ideias neoliberais, protegeu sua indústria e teve crescimento de até 8% em 1990, Chang é defensor do protecionismo para alavancar a economia do país em desenvolvimento. Em relação ao Brasil, Chang é um grande crítico à sua dependência das commodities e afirma que o país está passando por uma das maiores desindustrializações da história (ver: Desindustrialização no Brasil). Apesar disso, fala que em vários setores, o país ainda é capaz de fazer uma coisa funcionar quando realmente quer, o que não acontece frequentemente devido às políticas públicas falhas que temos.

## Argumentos dos defensores do protecionismo

### Proteção da indústria nascente

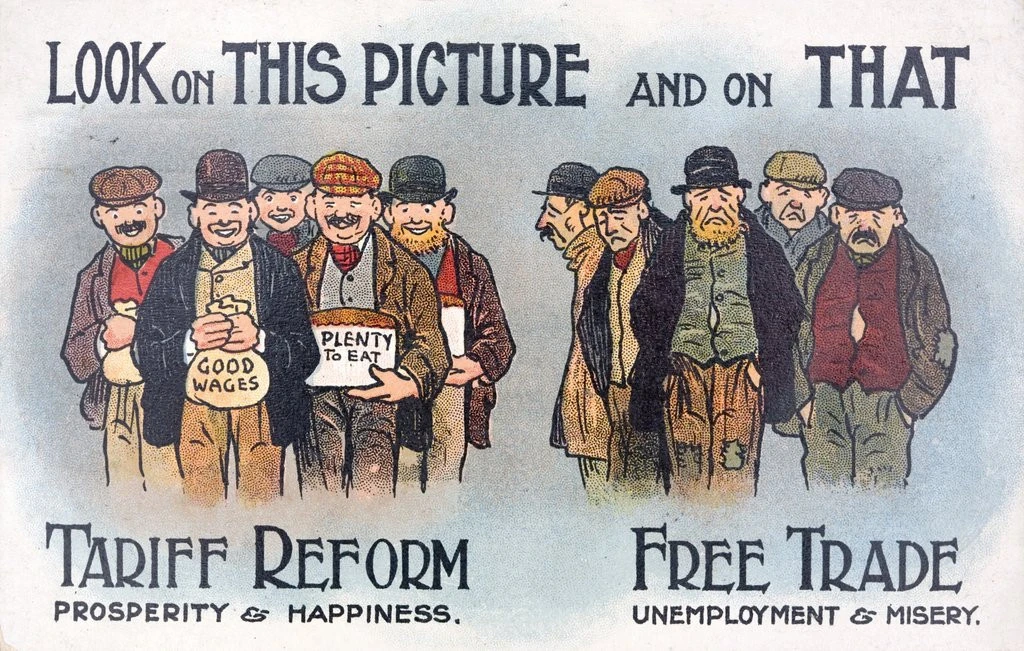
Cartaz contra o comércio livre. Esta imagem de 1910 mostra que o proteccionismo conduz a bons salários, enquanto que o comércio livre conduz ao desemprego e à miséria. (Foto de Michael Nicholson/Corbis via Getty Images.

Postulado nos Estados Unidos por Alexander Hamilton no final do século XVIII, por Friedrich List no seu livro "The National System of Political Economy" de 1841 e por John Stuart Mill, o argumento a favor desta categoria de tarifas era o seguinte: se um país deseja desenvolver uma nova atividade económica no seu território, terá de o proteger temporariamente. Na sua opinião, é legítimo proteger certas atividades através de barreiras aduaneiras, a fim de lhes dar tempo para crescerem, atingirem uma dimensão suficiente e beneficiarem de economias de escala através do aumento da produção e dos ganhos de produtividade. Isto permitir-lhes-ia ser competitivos face à concorrência internacional. Com efeito, uma empresa precisa de atingir um determinado volume de produção para ser rentável, a fim de compensar os seus custos fixos. Sem protecionismo, os produtos estrangeiros que já são rentáveis devido ao volume de produção já realizada no seu solo chegariam ao país em grandes quantidades a um preço inferior ao da produção local. A indústria nascente no país de acolhimento desapareceria rapidamente. Uma empresa já estabelecida num sector é mais eficiente porque está mais adaptada e tem uma maior capacidade de produção. Por conseguinte, as novas empresas sofrem perdas devido à falta de competitividade ligada ao seu período de "aprendizagem" ou de recuperação. Ao serem protegidas desta concorrência externa, as empresas podem, portanto, estabelecer-se no seu mercado interno. Como resultado, beneficiam de maior liberdade de manobra e maior certeza quanto à sua rentabilidade e desenvolvimento futuro. A fase protecionista é, portanto, um período de aprendizagem que permitiria aos países menos desenvolvidos adquirir conhecimentos gerais e técnicos nos domínios da produção industrial para serem competitivos no mercado internacional.
Segundo os economistas a favor da proteção das indústrias, o comércio livre condenaria os países em desenvolvimento a não serem mais do que exportadores de matérias-primas e importadores de bens manufaturados. A aplicação da teoria da vantagem comparativa levá-los-ia a especializar-se na produção de matérias-primas e produtos de extração e impedi-los-ia de adquirir uma base industrial. A proteção da indústria infantil (por exemplo, através de direitos aduaneiros sobre produtos importados) seria, portanto, essencial para que os países em desenvolvimento industrializassem e escapassem à sua dependência da produção de matérias-primas.
O economista Ha-Joon Chang argumenta que a maioria dos países desenvolvidos prosseguiu hoje políticas que se opõem ao comércio livre e ao laissez-faire. Segundo ele, quando eles próprios eram países em desenvolvimento, quase todos eles utilizavam ativamente políticas comerciais e industriais intervencionistas para promover e proteger as indústrias nascentes. Em vez disso, teriam encorajado as suas indústrias nacionais através de tarifas, subsídios e outras medidas. Na sua opinião, a Grã-Bretanha e os Estados Unidos não atingiram o topo da hierarquia económica mundial ao adotarem o comércio livre. De facto, estes dois países teriam estado entre os maiores utilizadores de medidas protecionistas, incluindo as tarifas. Quanto aos países da Ásia Oriental, salientou que os períodos mais longos de crescimento rápido nesses países não coincidiam com fases prolongadas de comércio livre, mas sim com fases de proteção e promoção industrial. As políticas comercial e industrial intervencionistas teriam desempenhado um papel crucial no seu êxito económico. Estas políticas teriam sido semelhantes às utilizadas pela Grã-Bretanha no século XVIII e pelos Estados Unidos no século XIX. Ele acredita que a política de proteção da indústria infantil tem gerado um desempenho de crescimento muito melhor no mundo em desenvolvimento do que as políticas de comércio livre desde os anos 80.
Na segunda metade do século XX, Nicholas Kaldor retoma argumentos semelhantes para permitir a conversão das indústrias envelhecidas. Neste caso, o objetivo era salvar uma atividade ameaçada de extinção pela concorrência externa e salvaguardar postos de trabalho. O protecionismo deve permitir às empresas em envelhecimento recuperar a sua competitividade a médio prazo e, no caso de atividades que estão prestes a desaparecer, permitir a conversão dessas atividades e postos de trabalho.

### Proteção contra o dumping
Os Estados que recorrem ao protecionismo invocam a concorrência desleal ou as práticas de dumping:
- Manipulação da moeda: uma moeda é desvalorizada quando as autoridades monetárias decidem intervir no mercado cambial para reduzir o valor da moeda em relação a outras moedas. Isto torna os produtos locais mais competitivos e os produtos importados mais caros, o que aumenta as exportações e diminui as importações, melhorando assim a balança comercial. Os países com moedas fracas provocam desequilíbrios comerciais: têm grandes excedentes externos, enquanto os seus concorrentes têm grandes défices
- Dumping fiscal: alguns Estados de paraíso fiscal têm taxas mais baixas de imposto sobre o rendimento das pessoas singulares e coletivas.
- Dumping social: quando um Estado reduz as contribuições sociais ou mantém padrões sociais muito baixos
- Dumping ambiental: quando a regulamentação ambiental é menos rigorosa do que noutras áreas.

### Keynes e desequilíbrios comerciais
O ponto de viragem da Grande Depressão
Segundo a teoria keynesiana, os défices comerciais são prejudiciais. Os países que importam mais do que exportam enfraquecem a sua economia. Quando o défice comercial aumenta, o desemprego aumenta e o PIB abranda. E os países excedentários enriquecem à custa dos países deficitários. Destroem a produção dos seus parceiros comerciais. John Maynard Keynes acreditava que os países excedentários deveriam ser tributados para evitar desequilíbrios comerciais.
No início da sua carreira, Keynes era um economista marshallês profundamente convencido dos benefícios do comércio livre. A partir da crise de 1929, registando o empenho das autoridades britânicas em defender a paridade do ouro da libra esterlina e a rigidez dos salários nominais, ele adotou gradualmente medidas protecionistas.
A 5 de Novembro de 1929, numa audição do Comité MacMillan para tirar a economia britânica da crise, Keynes indicou que a introdução de direitos aduaneiros sobre as importações ajudaria a reequilibrar a balança comercial. O relatório da comissão afirma numa secção intitulada "controlo das importações e ajuda à exportação" que, numa economia onde não existe pleno emprego, a introdução de direitos aduaneiros pode melhorar a produção e o emprego. Assim, a redução do défice comercial favorece o crescimento do país.
Em Janeiro de 1930, no âmbito do Economic Advisory Council, Keynes propôs a implementação de um sistema de proteção para reduzir as importações. No Outono de 1930, propôs uma tarifa uniforme de 10% sobre todas as importações e subsídios da mesma taxa para todas as exportações.
No Outono de 1930, no Tratado sobre o dinheiro, retomou a ideia de tarifas ou outras restrições comerciais a fim de reduzir o volume das importações e reequilibrar a balança comercial.
A 7 de Março de 1931, no New Statesman and Nation, escreveu um artigo intitulado "Proposal for a Tariff Revenue" (Proposta de Receita Tarifária). Ele assinala que a redução dos salários leva a uma redução da procura interna que restringe o mercado. Em vez disso, ele propôs a ideia de uma política expansionista combinada com um sistema tarifário para neutralizar os efeitos na balança comercial. A aplicação de direitos aduaneiros pareceu-lhe "inevitável, seja quem for o Chanceler do Tesouro". Assim, para Keynes, uma política de recuperação económica só é plenamente eficaz se o défice comercial for eliminado. Propôs um imposto de 15% sobre os produtos manufaturados e semi-manufaturados e um imposto de 5% sobre certos alimentos e matérias-primas, estando outros necessários para a exportação isentos (lã, algodão).
Em 1932, num artigo intitulado "Pro- e Anti tarifários", publicado em The Listener, previa a proteção dos agricultores e de certos sectores como a indústria automóvel e a indústria do ferro e do aço, considerando que eram indispensáveis para a Grã-Bretanha.
Críticas ao modelo de comércio livre
Na situação pós-crise de 1929, Keynes considerou irrealistas os pressupostos do modelo de comércio livre. Criticou, por exemplo, a hipótese neoclássica de ajustamento salarial.
Já em 1930, numa nota que dirigiu ao Economic Advisory Council, duvidava da intensidade do ganho resultante da especialização no caso de bens manufaturados. Enquanto participava no Comité MacMillan, admitiu que já não "acreditava num grau muito elevado de especialização nacional" e recusou-se a "abandonar qualquer indústria que seja incapaz, por enquanto, de sobreviver". Criticou também a dimensão estática da teoria da vantagem comparativa que, segundo ele, ao fixar definitivamente as vantagens comparativas, conduz de facto a um desperdício de recursos nacionais.
No Daily Mail de 13 de Março de 1931, descreveu como "disparate" a hipótese de uma perfeita mobilidade sectorial do trabalho, uma vez que estipula que uma pessoa desempregada contribui para reduzir a taxa salarial até encontrar um emprego. Mas para Keynes, esta mudança de emprego pode envolver custos (procura de emprego, formação) e nem sempre é possível. Em geral, para Keynes, as hipóteses de pleno emprego e retorno automático ao equilíbrio desacreditam a teoria da vantagem comparativa.
Em Julho de 1933, publicou um artigo no New Statesman and Nation intitulado National Self-Sufficiency, criticando o argumento da especialização das economias, que é a base do comércio livre. Ele propôs que se procurasse um certo grau de autossuficiência. Em vez da especialização das economias defendida pela teoria Ricardiana da vantagem comparativa, prefere a manutenção de uma diversidade de atividades para as nações. Em, National Self-Sufficiency, refuta o princípio do comércio pacificador ("Paz capitalista"). A sua visão do comércio tornou-se a de um sistema em que os capitalistas estrangeiros competem pela conquista de novos mercados.
Ele observa em National Self-Sufficiency:
| “ | Um grau considerável de especialização internacional é necessário num mundo racional em todos os casos em que é ditado por grandes diferenças de clima, recursos naturais, aptidões nativas, nível de cultura e densidade populacional. Mas sobre uma gama cada vez mais vasta de produtos industriais, e talvez também de produtos agrícolas, tornei-me duvidoso se a perda económica da auto-suficiência nacional é suficientemente grande para superar as outras vantagens de trazer gradualmente o produto e o consumidor no âmbito da mesma organização nacional, económica e financeira. A experiência acumulada prova que a maioria dos processos modem de produção em massa podem ser realizados na maioria dos países e climas com eficiência quase igual. | ” |

Ele escreve em "National Self-Sufficiency":
| “ | Simpatizo, portanto, com aqueles que minimizariam, e não com aqueles que maximizariam, o emaranhado económico entre as nações. Ideias, conhecimento, ciência, hospitalidade, viagens - estas são as coisas que, pela sua natureza, deveriam ser internacionais. Mas deixe os bens serem feitos em casa sempre que for razoável e convenientemente possível e, acima de tudo, deixe o financiamento ser principalmente nacional. | ” |

Mais tarde, Keynes teve uma correspondência escrita com a James Meade que se centrou na questão da restrição às importações. Keynes e Meade discutiram a melhor escolha entre quota e tarifa. Em Março de 1944 Keynes iniciou uma discussão com Marcus Fleming após esta última ter escrito um artigo intitulado "Quotas versus depreciação". Nesta ocasião, notou-se que ele continuou a defender uma posição proteccionista muito depois da Grande Depressão. De facto, considerou que as quotas poderiam ser mais eficazes do que a desvalorização da moeda ao lidar com desequilíbrios externos. Assim, para Keynes, a depreciação monetária já não era suficiente e tornaram-se necessárias medidas proteccionistas para evitar os défices comerciais. Para evitar o regresso das crises devido a um sistema económico auto-regulador, pareceu-lhe essencial regular o comércio e parar o comércio livre (desregulamentação do comércio externo). Isto também explica a sua vontade de substituir a liberalização do comércio internacional (comércio livre) por um sistema regulamentar destinado a eliminar os desequilíbrios comerciais nestas propostas para os acordos de Bretton Woods.
Muitos economistas e comentadores da época apoiaram a sua visão dos desequilíbrios comerciais. Como disse Geoffrey Crowther: "Se as relações económicas entre nações não estiverem de alguma forma suficientemente próximas do equilíbrio, então não há sistema financeiro que possa salvar o mundo das consequências empobrecedoras do caos". Influenciados por Keynes, os textos económicos do período imediato do pós-guerra colocam uma ênfase significativa no equilíbrio do comércio. Contudo, nos últimos anos, desde o fim do sistema Bretton Woods em 1971, com a crescente influência das escolas de pensamento monetaristas nos anos 1980, estas preocupações - e em particular as relativas aos efeitos desestabilizadores dos grandes excedentes comerciais - desapareceram em grande parte do discurso; estão a receber novamente alguma atenção na sequência da crise financeira de 2007-2008.

### Comércio livre e pobreza
Segundo os economistas que defendem o proteccionismo, o comércio livre optimiza os sectores em que o país já é eficiente. Isto tenderia a fechar os países pobres aos baixos salários das indústrias extractivas e agrícolas existentes. Por conseguinte, não seriam capazes de industrializar de forma significativa. Assim, um maior acesso ao competitivo mercado mundial e os benefícios da liberalização do comércio beneficiariam apenas um pequeno grupo de nações cujas indústrias já seriam bastante competitivas. Segundo Paul Bairoch, um grande número de países do Terceiro Mundo que seguiram o comércio livre podem agora ser considerados "quase-desertos industriais"; ele observa que:
| “ | Comércio livre significou para o Terceiro Mundo a aceleração do processo de subdesenvolvimento económico. | ” |

Segundo Ha-Joon Chang, os anos 1960 e 1980 foram um período de políticas proteccionistas e intervencionistas no mundo, enquanto desde os anos 1980 vivemos um período de comércio livre. Afirmou que os países em desenvolvimento tiveram um melhor desempenho económico durante o período proteccionista do que durante o actual período de comércio livre. De facto, os países pobres teriam ficado ainda mais pobres desde que as protecções económicas foram suprimidas no início da década de 1980. Em 2003, 54 nações eram mais pobres do que em 1990 (UN Human Development Report 2003, p.|34). Durante as décadas de 1960 e 1970 (o período proteccionista), quando os países tinham mais protecção, a economia global ter-se-ia desenvolvido muito mais rapidamente do que hoje. O rendimento global per capita teria aumentado cerca de 3% ao ano, enquanto entre 1980 e 2000 (o período de comércio livre) teria aumentado apenas cerca de 2%. O crescimento do rendimento per capita nos países desenvolvidos teria aumentado de 3,2% por ano entre 1960 e 1980 para 2,2% por ano entre 1980 e 1999, enquanto nos países em desenvolvimento teria aumentado de 3% para 1,5% por ano.
Estima-se que na América Latina a taxa de crescimento anual do rendimento per capita diminuiu de 3,1% por ano entre 1960 e 1980 para 0,6% por ano entre 1980 e 1999. A crise teria sido ainda mais profunda noutras regiões: entre 1980 e 1999, rendimento per capita teria diminuído no Médio Oriente e no Norte de África (a uma taxa anual de -0,2%), enquanto teria aumentado 2,5% por ano entre 1960 e 1980. Finalmente, desde o início da sua transição económica, a maioria dos antigos países comunistas teria sofrido as mais rápidas quedas no nível de vida da história moderna, e muitos deles não teriam sequer recuperado metade do seu nível de rendimento per capita sob o comunismo.
Os países subsarianos de África tinham em 2003 um rendimento per capita inferior ao dos 40 anos anteriores (Ndulu, Banco Mundial, 2007, p.|33). No comércio livre, a África seria hoje menos industrializada do que há quatro décadas. Estima-se que a contribuição do sector industrial africano para o produto interno bruto do continente tenha diminuído de 12% em 1980 para 11% em 2013, tendo permanecido estagnada nos últimos anos, de acordo com a Comissão Económica para África das Nações Unidas (ECA). Estima-se que a África tenha representado mais de 3% da produção industrial mundial nos anos 70, e que esta percentagem tenha sido reduzida para metade desde então. Estima-se que, entre 1980 e 2000 (o período de comércio livre), o rendimento per capita na África subsariana diminuiu 9%, enquanto as políticas intervencionistas o aumentaram em 37% entre 1960 e 1980. Além disso, ao aplicar laissez-faire, poucos países africanos teriam podido transformar o seu recente recurso numa base industrial mais sustentável. E, na última década, muitos países africanos teriam aumentado, em vez de reduzirem, a sua dependência das matérias-primas, cujas acentuadas flutuações de preços dificultam o crescimento sustentado. Contudo, alguns países africanos teriam conseguido entrar numa fase de industrialização: Etiópia, Ruanda e, em menor medida, Tanzânia. O denominador comum entre eles é que teriam abandonado o comércio livre e adoptado políticas que visam e promovem as suas próprias indústrias transformadoras. Teriam seguido um "modelo de Estado desenvolvimentista", no qual os governos gerem e regulam as economias. Assim, desde 2006, o sector transformador da Etiópia teria crescido a uma taxa média anual superior a 10%, embora a partir de uma base muito baixa.
Segundo os economistas que defendem o proteccionismo, os países pobres que conseguiram ter um crescimento forte e sustentável são aqueles que se tornaram mercantilistas e não os comerciantes livres: China, Coreia do Sul, Japão, Taiwan. Então, enquanto na China e India na década de 1990 tive o mesmo PIB, a China teria seguido uma política muito mais mercantilista e agora possui um PIB 3 vezes mais alto do que da India. Uma parte significativa da ascensão da China na arena do comércio internacional não resultaria dos supostos benefícios da concorrência internacional, mas da deslocalização de empresas de países desenvolvidos. Dani Rodrik salienta que os países que violaram sistematicamente as regras da globalização têm registado o maior crescimento. Bairoch salienta que no sistema de comércio livre, "o vencedor é aquele que não joga o jogo".

### Desindustrialização e deflação salarial
Desindustrialização
Alguns países que praticam o comércio livre estão a sofrer uma desindustrialização. Por exemplo, de acordo com o Economic Policy Institute, o comércio livre criou um grande défice comercial nos Estados Unidos durante décadas, o que resultou no encerramento de muitas fábricas e custou aos Estados Unidos milhões de postos de trabalho na indústria transformadora. Os défices comerciais substituem os postos de trabalho da indústria transformadora altamente remunerados por postos de trabalho dos serviços pouco remunerados. Além disso, os défices comerciais causam perdas salariais significativas, não só para os trabalhadores da indústria transformadora, mas para todos os trabalhadores da economia no seu conjunto que não possuem um diploma universitário. Por exemplo, em 2011, 100 milhões de trabalhadores a tempo inteiro sem um diploma universitário sofreram uma perda média de 1 800 dólares no seu salário anual. De facto, estes trabalhadores que perderam os seus empregos no sector transformador e têm de aceitar uma redução dos seus salários para encontrar trabalho noutros sectores estão a criar uma concorrência que reduz os salários dos trabalhadores já empregados nesses outros sectores. Além disso, a ameaça de deslocalização das instalações de produção está a levar os trabalhadores a aceitarem cortes salariais para manterem os seus empregos.
Segundo a EPI, os acordos comerciais não reduziram os défices comerciais, mas antes os aumentaram. O crescente défice comercial com a China é o resultado da manipulação da sua moeda, das suas políticas de dumping, das suas subvenções, das barreiras comerciais que lhe conferem uma vantagem muito significativa no comércio internacional. Além disso, os empregos industriais perdidos pelas importações da China são muito mais bem remunerados do que os empregos criados pelas exportações para a China. De facto, os Estados Unidos exportam produtos de baixos salários, como produtos agrícolas, para a China e importam produtos com salários elevados, como produtos informáticos e electrónicos. A realidade económica dos Estados Unidos é, portanto, contrária à teoria económica, que defende que os Estados Unidos são especializados em produzir bens que exigem trabalhadores altamente qualificados e bem pagos e importar bens que exigem mão-de-obra menos qualificada. Assim, mesmo se as importações fossem iguais às exportações, os trabalhadores perderiam o seu salário.
David Autor, David Dorn e Gordon Hanson mostram que o comércio com a China custou aos americanos cerca de um milhão de trabalhadores norte-americanos na indústria transformadora entre 1991 e 2007. A concorrência das importações chinesas levou à perda de postos de trabalho na indústria transformadora e à diminuição dos salários. Verificaram também que os ganhos compensatórios de mão-de-obra noutras indústrias nunca se materializaram. As empresas encerradas já não encomendam bens e serviços a empresas locais não-fabricantes e os antigos trabalhadores industriais podem ficar desempregados durante anos ou permanentemente. O montante da segurança social também está a aumentar. O aumento da exposição a importações reduz os salários no sector não transformador devido a uma menor procura de bens não transformadores e a uma maior oferta de mão-de-obra para os trabalhadores que perderam os seus empregos no sector transformador. Há um declínio no rendimento médio anual do agregado familiar de 549 dólares por adulto em idade activa para um aumento de 1 000 dólares na exposição às importações. Outro documento desta equipa de economistas, com Daron Acemoglu e Brendan Price , estima que a concorrência das importações chinesas custou aos Estados Unidos até 2,4 milhões de empregos no total, entre 1999 e 2011.
Avraham Ebenstein, Margaret McMillan, Ann Harrison também observaram no seu artigo "Why are American Workers getting Poorer? China, Trade and Offshoring" estes efeitos negativos do comércio com a China sobre os trabalhadores americanos.
Outros estudos mostram que, no Reino Unido, nos anos 2000, os trabalhadores dos sectores mais afectados pelo crescimento das importações provenientes da China passaram mais tempo desempregados e sofreram uma diminuição dos seus rendimentos. Mais uma vez, estes efeitos foram mais pronunciados entre os trabalhadores pouco qualificados.
O sector transformador é um sector altamente produtivo e de capital intensivo, que promove salários elevados e bons benefícios para os seus trabalhadores. De facto, o sector representa mais de dois terços das actividades de investigação e desenvolvimento do sector privado e emprega mais do dobro dos cientistas e engenheiros que o resto da economia. Por conseguinte, o sector transformador constitui um estímulo muito importante para o crescimento económico global. O sector transformador está também associado a serviços bem pagos, tais como contabilidade, gestão empresarial, investigação e desenvolvimento e serviços jurídicos. Consequentemente, a desindustrialização está também a conduzir a perdas significativas desses empregos no sector dos serviços. Desindustrialização significa, portanto, o desaparecimento de um motor muito importante de crescimento económico.
Deflação salarial e crise da dívida

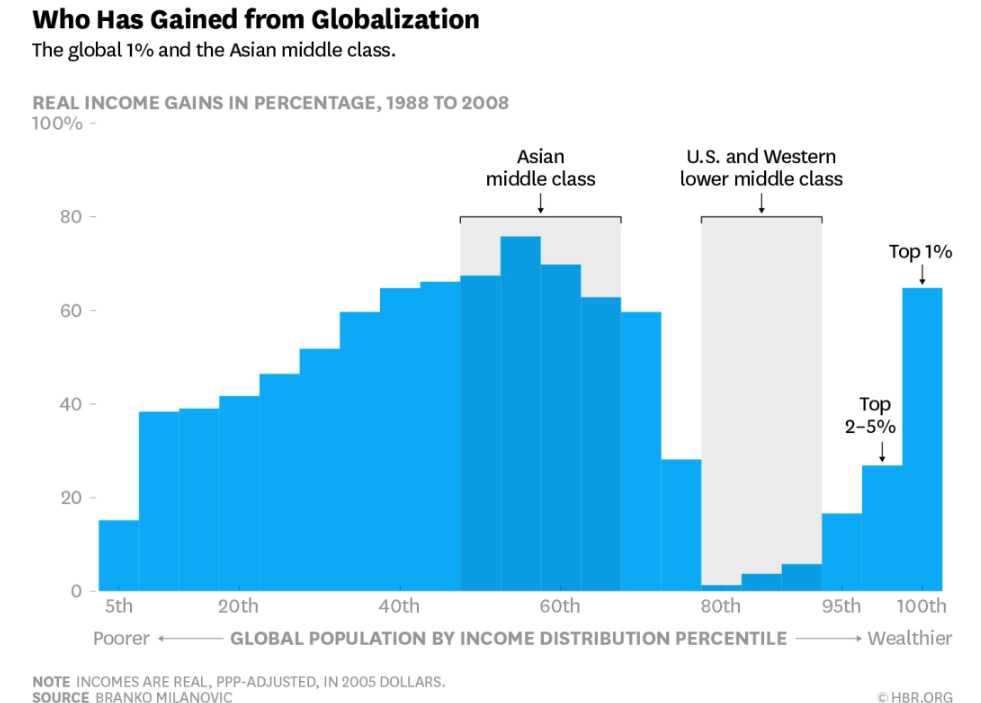
Ganhos reais de rendimento na população mundial

Segundo o economista Jacques Sapir, o comércio livre conduz à deslocalização e a um efeito deprimente sobre os salários em alguns países que o praticam, como é o caso dos Estados Unidos. Com efeito, outros países (por exemplo, na Ásia) desenvolveram políticas comerciais internacionais predatórias ou mercantilistas. Por exemplo, efectuaram desvalorizações monetárias muito significativas, políticas de dumping social e ecológico, políticas de deflação competitiva e de limitação do seu consumo interno. No contexto do comércio livre generalizado estabelecido pela OMC, isto levou à deslocalização de fábricas e empregos para estes países mercantilistas. De facto, a liberalização financeira e comercial facilitou os desequilíbrios entre a produção e o consumo nos países de comércio livre, conduzindo a crises. Nesses países, a diferença entre o rendimento médio e o rendimento mediano estava a aumentar. Em alguns países, os rendimentos da maioria da população estão completamente estagnados ou mesmo em declínio. Este efeito de deflação salarial foi amplificado pela ameaça de deslocalização, que leva os trabalhadores a aceitar condições sociais e salariais mais desfavoráveis a fim de preservar os postos de trabalho. A gestão da empresa utiliza a ameaça de deslocalização para contestar acordos e regulamentos sociais anteriores. Os países de comércio livre só podem, portanto, escolher entre deflação salarial ou deslocalização e desemprego.
O comércio livre contribui assim para uma diminuição do rendimento da maioria dos agregados familiares. O boom do crédito, que tecnicamente desencadeou a crise, foi o resultado de uma tentativa de manter a capacidade de consumo da maioria das pessoas numa altura em que os rendimentos estavam estagnados ou mesmo em declínio em resultado do comércio livre (como nos Estados Unidos no caso do agregado familiar mediano). A dívida das famílias está a aumentar drasticamente em todos os países desenvolvidos. Além disso, a pressão competitiva das políticas de dumping conduziu a um rápido aumento do endividamento das empresas. O aumento do endividamento dos agentes privados (famílias e empresas) nos países desenvolvidos, quando a maioria dos rendimentos das famílias foi reduzida, em termos relativos ou absolutos, pelos efeitos da deflação salarial, só poderia conduzir a uma crise de insolvência. Foi isto que conduziu à crise financeira.
A insolvência da grande maioria das famílias está no cerne da crise da dívida hipotecária que atingiu os Estados Unidos, o Reino Unido e a Espanha. Assim, no centro da crise não estão os bancos, cuja perturbação é apenas um sintoma, mas o comércio livre, cujos efeitos são combinados com os da liberalização financeira.
A globalização criou assim desequilíbrios, tais como a deflação salarial em alguns países. Estes desequilíbrios conduziram, por sua vez, a um súbito aumento da dívida dos agentes privados. E isto conduziu a uma crise de insolvência. Por último, as crises têm-se tornado cada vez mais rápidas e brutais. Por conseguinte, a introdução de medidas protecionistas, tais como quotas e direitos aduaneiros, é essencial para proteger os mercados internos dos países, aumentar os salários e aumentar a procura. Isto poderia permitir a reconstrução do mercado interno numa base estável, com uma melhoria significativa da capacidade de crédito das famílias e das empresas.

### Críticas à teoria da vantagem comparativa
A teoria da vantagem comparativa afirma que as forças de mercado impulsionam todos os fatores de produção para a sua melhor utilização na economia. Afirma que o comércio internacional livre beneficiaria todos os países participantes e o mundo no seu conjunto, porque poderiam aumentar a sua produção global e consumir mais, especializando-se de acordo com as suas vantagens comparativas. As mercadorias tornar-se-iam mais baratas e disponíveis em maiores quantidades. Além disso, esta especialização não aconteceria por acaso ou por intenção política, mas seria automática. Contudo, de acordo com economistas não-neoclássicos, a aplicação das teorias do comércio livre e das vantagens comparativas baseia-se em pressupostos que não são nem teoricamente nem empiricamente válidos.
Assunção irrealista 1 - capital e trabalho não são internacionalmente móveis.
A imobilidade internacional do trabalho e do capital é fundamental para a teoria da vantagem comparativa. David Ricardo estava consciente de que a imobilidade internacional do trabalho e do capital é um pressuposto indispensável. Os economistas neoclássicos, por outro lado, argumentam que a escala de tais movimentos de trabalho e capital é insignificante. Desenvolveram a teoria da compensação do preço dos fatores que torna estes movimentos supérfluos. Na prática, porém, os trabalhadores deslocam-se em grande número de um país para outro. Capital têm-se tornado cada vez mais móveis e deslocam-se frequentemente de um país para outro. Além disso, a hipótese neoclássica de que os fatores estão presos a nível nacional não tem qualquer base teórica e a hipótese de equalização dos preços dos fatores não pode justificar a imobilidade internacional. Além disso, não há provas de que os preços dos fatores sejam igualizados a nível mundial. Por conseguinte, a vantagem comparativa não pode determinar a estrutura do comércio internacional.
Assunção irrealista 2 - sem externalidades.
Uma externalidade é o termo utilizado quando o preço de um produto não reflete o seu custo ou valor económico real. A clássica externalidade negativa é a degradação ambiental, que reduz o valor dos recursos naturais sem aumentar o preço do produto que os danificou. A clássica externalidade positiva é a invasão tecnológica, onde a invenção de um produto por uma empresa permite a outros copiar ou construir sobre ele, gerando riqueza que a empresa original não consegue captar. Se os preços forem mal fixados devido a externalidades positivas ou negativas, o comércio livre produzirá resultados subótimos.
Assunção irrealista 3- os recursos produtivos movem-se facilmente entre indústrias.
A teoria da vantagem comparativa pressupõe que os recursos utilizados para produzir um produto podem ser utilizados para produzir outro objeto. Se não puderem, as importações não empurrarão a economia para indústrias mais adequadas às suas vantagens comparativas e apenas destruirão as indústrias existentes. Por exemplo, quando os trabalhadores não podem mudar de uma indústria para outra - geralmente porque não têm as competências certas ou não vivem no local certo - as mudanças na vantagem comparativa da economia não os deslocarão para uma indústria mais apropriada, mas para o desemprego ou para empregos precários e improdutivos.
Assunção irrealista 4- os ganhos do comércio internacional são apenas ganhos estáticos.
A teoria da vantagem comparativa permite uma análise "estática" em vez de uma análise "dinâmica" da economia. Os desenvolvimentos dinâmicos endógenos ao comércio, como o crescimento económico, não estão integrados na teoria de Ricardo. E isto não é alterado pelo que é chamado de "vantagem comparativa dinâmica".
No entanto, o mundo, e em particular os países industrializados, caracterizam-se por ganhos dinâmicos endógenos ao comércio. Além disso, os ganhos dinâmicos são mais importantes do que os ganhos estáticos.
Assunção irrealista 5- o comércio estará sempre em equilíbrio e existe um mecanismo de ajustamento.
Um pressuposto crucial tanto nas formulações clássicas como neoclássicas da teoria da vantagem comparativa é que o comércio está em equilíbrio, o que significa que o valor das importações é igual ao valor das exportações de cada país. O volume do comércio pode mudar, mas o comércio internacional estará sempre em equilíbrio, pelo menos após algum tempo de ajustamento.
Contudo, os desequilíbrios comerciais são a norma e o comércio equilibrado é, na prática, apenas uma exceção. Além disso, as crises financeiras, como a crise asiática dos anos 90, mostram que os desequilíbrios da balança de pagamentos raramente são benignos e não são autorreguladores. Não existe na prática nenhum mecanismo de ajustamento.
Assunção irrealista 6- o comércio internacional é entendido como comércio de permuta.
A definição de comércio internacional como comércio de permuta é a base para o pressuposto de comércio equilibrado. Ricardo insiste que o comércio internacional tem lugar como se fosse mero comércio de permuta, uma suposição mantida por economistas clássicos e neoclássicos posteriores.
Na prática, contudo, a velocidade de circulação não é constante e a quantidade de dinheiro não é neutra para a economia real. O dinheiro não é apenas um meio de troca. É, antes de mais, um meio de pagamento e é também utilizado para armazenar valor, para liquidar dívidas, para transferir riqueza. Assim, ao contrário da hipótese de troca da teoria da vantagem comparativa, o dinheiro não é uma mercadoria como qualquer outra. E o dinheiro como reserva de valor num mundo de incerteza influencia significativamente os motivos e as decisões dos detentores e produtores de riqueza.
Assunção irrealista 7- o trabalho ou capital é totalmente utilizado até à capacidade
Ricardo e os economistas clássicos subsequentes assumem que o trabalho tende a ser plenamente empregado e que o capital é sempre plenamente utilizado numa economia liberalizada, porque nenhum proprietário de capital deixará o seu capital por utilizar, mas tentará sempre lucrar com ele. O facto de não haver limite para a utilização do capital é uma consequência da lei de Jean-Baptiste Say que presume que a produção é limitada apenas pelos recursos, que também é adotada pelos economistas neoclássicos.
Na prática, porém, o mundo é caracterizado pelo desemprego. O desemprego e o subemprego do capital e do trabalho não são fenómenos de curto prazo, mas são comuns e generalizados. O desemprego e os recursos não explorados são a regra e não a exceção.

## Argumentos contra a protecionismo
Em 1930, o senador americano Reed Smoot promoveu o aumento das tarifas sobre milhares de produtos. O resultado imediato foi um recuo de 65% das trocas comerciais internacionais. Economistas indicam que o protecionismo retardou de cinco a dez anos a recuperação da economia mundial após a Grande Depressão.
Um estudo da The Economist considera o protecionismo um dos responsáveis pela carência de inovação e tecnologia na América Latina.